# Toura
Toura (en árabe: طورا) es una localidad del Distrito de Tiro en la Gobernación de Líbano Sur al Sur de Líbano.
Según Edward Henry Palmer, el origen etimológico sería el vocablo árabe
«Torah», que significa "agua que fluye". Victor Guérin encontró aquí cuatrocientos cincuenta chiitas  en 1875 Además señaló que el pueblo ocupaba «la cima de una colina completamente cubierta de higueras». El Estudio de Palestina Occidental de 1881 la describe como: «Un pueblo de barro y piedra, situado en la cima de una colina y rodeado de higos, aceitunas y tierras de cultivo. Hay un manantial y cisternas. Contiene alrededor de 200 Chiitas».